# Aega komai
Aega komai là một loài chân đều trong họ Aegidae. Loài này được Bruce miêu tả khoa học năm 1996.